# Lehiti
Lehiti (poljsko Lechici, nemško Lechiten) ali Lehitska plemena (poljsko Plemiona lechickie, nemško Lechitische Stämme) so bili skupina zahodnoslovanskih plemen, naseljenih na ozemlju sedanje Poljske in vzhodne Nemčije, ki so govorila lehitske jezike. Lehiti so se razlikovali od češko-slovaških podskupin in so bili najbližji sorodniki etničnih Poljakov,  Pomorjanov in Polabskih Slovanov.

## Zgodovina
Po enio od poljskih legend je Mješko I. podedoval vojvodski prestol po očetu, ki je verjetno vladal dvema tretjinama ozemlja, naseljenega z vzhodnimi lehitskimi plemeni. Združil je Lehite vzhodno od Odre (Poljane, Mazovce, Pomorjane, Vistulane in Šlezijce) v enotno državo Poljsko. Njegov sin Boleslav I. Hrabri je ustanovil škofije v Vroclavu, Kołobrzegu in Krakovu ter nadškofijo v Gnieznu. Boleslav I. je vodil uspešne vojne proti Češki, Moravski, Kijevski Rusiji in Lužici ter prisilil Zahodne Pomorjance, da so Poljski plačevali davek. Tik pred smrtjo je Boleslav leta 1025 postal prvi poljski kralj.

## Lehitski jeziki
Med Zahodnimi Slovani so bili predniki ljudstev, pozneje znanih kot Poljaki, Pomorjani, Čehi, Slovaki, Lužiški Srbi in Polabi. Severna skupina lehitskih jezikov je poleg poljščine vključevala še ogroženo pomorjanščino in izumrlo polabščino. Šlezijščina, ki se obravnava kot poljsko narečje ali kot samostojen jezik, je prav tako del te skupine. Lužiški jeziki južnega dela polabskega območja, ki so danes ohranjeni kot relikti v Zgornji in Spodnji Lužici, zavzemajo mesto med lehitsko in češko-slovaško skupino jezikov.

## Ime Lech
Ime Lech ali Leszek, Lestko, Leszko, Lestek in Lechosław je na Poljskem zelo priljubljeno moško ime. Priljubljeno je bilo tudi med člani dinastije Pjastov. Tko so se imenovali Lestek, Lešek I. Beli, Lešek II. Črni, Lešek Mazovski in Lešek iz Racibórza. Najstarejši del Gniezna v središču Velikopoljske se imenuje Wzgórze Lecha ("Lechov hrib") in Góra Królewska ("Kraljevi hrib").

## Legende
V poljski književnosti se je Lech imenoval legandarni ustanovitelj Poljske. Legenda opisuje tri brate, Leha, Čeha in Rusa, ki so ustanovili tri slovanske države: Poljsko, znano tudi kot Lehija, Češko (Bohemijo) in Rusijo (Rutenijo). V tej legendi je bil Lech tudi ustanovitelj Gniezna: 
Trije bratje, Leh, Čeh in Rus, so raziskovali divjino, da bi našli kraj za naselitev. Nenadoma so zagledali hrib s starim hrastom in orlom na vrhu. Leh je rekel: tega belega orla bom vzel za simbol svojega ljudstva in okoli tega hrasta bom zgradil svojo trdnjavo in zaradi orlovega gnezda (poljsko gniazdo) ga bom imenoval Gniezdno (sodobno Gniezno). Drugi bratje so šli dlje, da bi našli prostor za svoje ljudstvo. Čehi so šli na jug, da bi ustanovili Češko, Rusi pa na vzhod, da bi ustvarili Rusijo.
Različico te legende, ki vključuje le dva brata Leha in Čeha, je prvi zapisal Kozma iz Prage. Legendo sta opisali Velikopoljska kronika (Kronika wielkopolska), napisana leta 1273 v latinščini, in Dalimilova kronika, napisana v češčini leta 1314.